# Кан-Гранде
Кан-Гра́нде (Велика Собача гора; порт. Cão Grande) — гора на острові  Сан-Томе. Висота її становить 663 м.
Гора розташована на півдні острова Сан-Томе і являє собою стрімку скелю заввишки 300 м (відносна висота) над рівниною.